# Závišův kříž

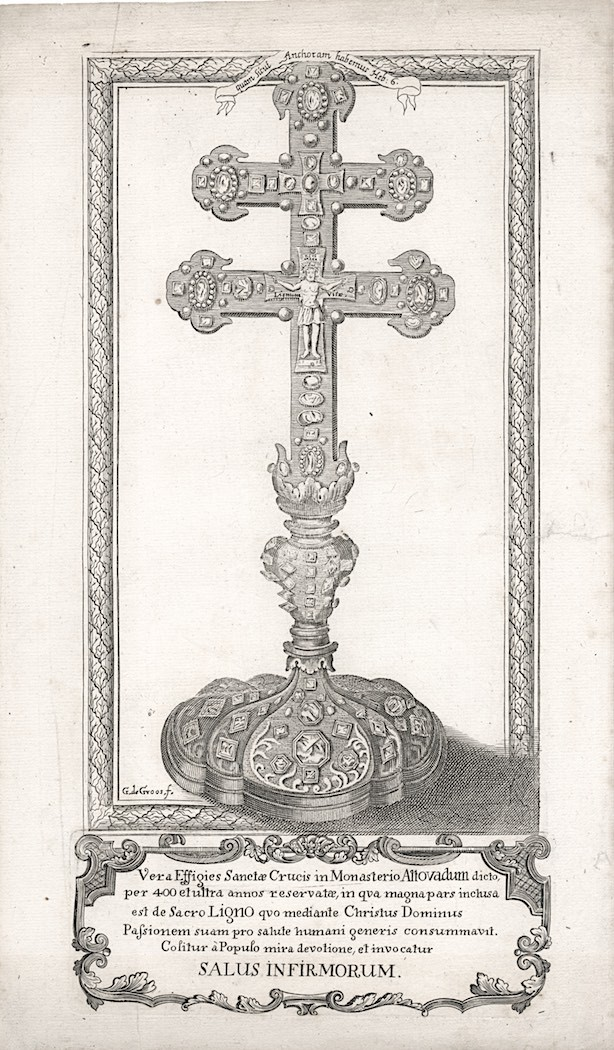
Barokní rytina Závišova kříže, Gerard de Groos, Praha 1748

Závišův kříž (německy Zawisch Kreuz) je dvouramenný středověký relikviářový kříž ze zlata, vysoký 70 centimetrů, zdobený filigránem, posázený cennými drahokamy a perlami, zhotovený pravděpodobně mezi léty 1220–1230. Patka je novobarokní. Původní dřevěný korpus kříže byl roku 1775 nahrazen jádrem ze stříbra.

## Popis
Do středu kříže byla vsazena relikvie pravého Kříže, na kterém zemřel Ježíš Kristus. Podle průzkumů je tento kus cedrového dřeva, měřící na výšku dvacet centimetrů, starý dva tisíce let. Dále je v Závišově kříži více než 25 ostatků. Na čelní straně památky ze zlata je 51 drahokamů (jedenáct safírů, čtyři rubíny, tři spinely, sedm smaragdů, sedm ametystů, pět chalcedonů, křemenná dubleta) a sedm skel. Na zadní straně je do kříže zasazeno deset safírů a devět smaltovaných medailonků světců byzantské provenience z 10. století; kříž dále zdobí 230 perel. Ke stříbrnému jádru z roku 1775 je připojeno šestnáct zlatých plechů. Původní podstavec ze zlata musel klášter odevzdat roku 1811 po bankrotu Rakouského císařství. Nová noha, doplněná v letech 1839–1840, je zdobena sklem, karneoly, perlami a českými granáty.
Bez podstavce je kříž vysoký 459 mm, horní břevno má délku 229 mm, celková výška je 80 cm.

## Historie

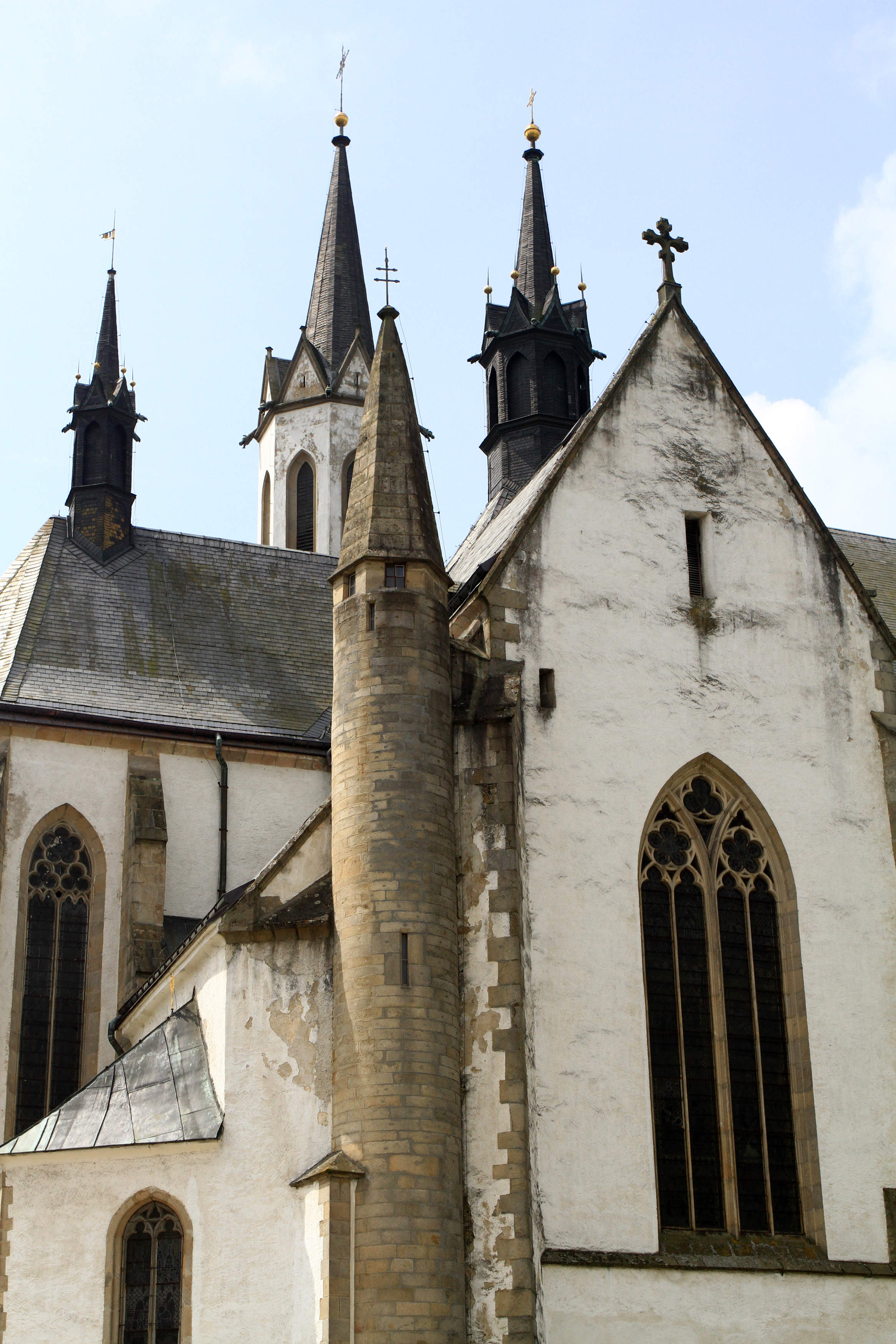
Věž v jejíž horní části se nachází Rožmberská oratoř, v níž je Závišův kříž od roku 2013 přes léto vystavován.

Kříž se odedávna těšil velké úctě a pozornosti věřících i odborné veřejnosti. V roce 1410 ho dal Jindřich III. z Rožmberka upravit na kříž procesní. Zvláště v pobělohorské době byl uctíván jako zázračný a uzdravující, byl latinsky nazýván Salus infirmorum (Spása nemocných). Směřovaly k němu poutní cesty.
Na jeho původ, provenienci a funkci je více názorů. Podle historika umění Emanuela Pocheho jde o první korunovační kříž českých králů. Podle Karla Chytila mohl být zhotoven v mosánských (v údolí Mázy) dílnách 13. století. Podle profesora Herrmanna Fillitze jeho filigrán mohl vzniknout v Benátkách nebo na Sicílii, podle Dany Stehlíkové není jednotným dílem, jeho starší část pochází z dvorských dílen císařů z dynastie Štaufů v Palermu a v Čechách byla doplněna výzdoba druhé strany. Podle hypotéz maďarských historiků umění T. Gereviche, J. Déera a Evy Kovácsové kříž mohl být zhotoven jako korunovační kříž Bély IV. z arpádovské dynastie, pocházet z uherského královského pokladu Arpádovců, který přivezla do Čech roku 1270 Bélova dcera Anna Uherská, matka královny Kunhuty, při svém útěku z Uher kvůli domácím válkám. Vznik kříže ve 20. nebo 30. letech 13. století v Ostřihomi v Uherském království jako korunovačního klenotu Bély IV. považuje za nejpravděpodobnější rovněž kurátor vyšebrodské části Hornorakouské zemské výstavy 2013 Jiří Franc.
Kříž je nazýván Závišovým, neboť se ho zmocnil Kunhutin druhý manžel Záviš z Falkenštejna. Historikové umění (Poche, Kuthan, Stehlíková) se shodují v názoru, že on sám by jej pořídit nemohl. Podle bezprostředního svědectví Zbraslavského kronikáře si Záviš přivlastnil nejen manželku, nýbrž i poklad a veškerou nádheru krále Otakara... Cisterciáci zajistili Závišův pohřeb a pochovali jej v kapitulní síni, kde byli pochováváni preláti. V roce 1290 věnovali Vítek a Vok z Krumlova vyšebrodskému klášteru „ku spasení duše Záviše z Falkenštejna tři vesnice“. Ten jej pravděpodobně daroval, či spíše po jeho smrti přešel do rodové fundace Vítkovců, cisterciáckého vyšebrodského kláštera. Tam se připomíná jako zázračný a po třicetileté válce se stal cílem mnoha poutí. V nebezpečí zabavení při obsazení Sudet roku 1939 byl kříž odvezen do Prahy, po zrušení kláštera dlouhodobě zařazen do Svatovítského pokladu na Pražském hradě a s ním v letech 1964–1986 vystaven v Kapli Sv. Kříže. Celkové restaurování provedli Alena Nováková a Andrej Šumbera.
Do Vyššího Brodu se kříž vrátil v rámci restitucí církevního majetku v roce 1994, od té doby tam byl v trezoru.
V roce 2010 byl kříž vyhlášen národní kulturní památkou. Uvádí se, že jde o třetí nejcennější středověkou zlatnickou památku v České republice (po korunovačních klenotech a relikviáři svatého Maura). Kříž je také motivem známky České pošty. V polovině dubna 2013 přemístili mniši Závišův kříž za přísných bezpečnostních opatření do nové pancéřované klenotnice v Rožmberské oratoři, kde byl vystaven po dobu Hornorakouské zemské výstavy 2013. Výstup do klimatizované místnosti v kostele Nanebevzetí Panny Marie vedl po úzkém točitém schodišti. Od tohoto roku je takto vystavován každé léto.

## Kopie
Kopie Závišova kříže byla vytvořena jako haptický model pro nevidomé a slabozraké návštěvníky kláštera. Model, vysoký 70 cm, je vyroben z epoxidové pryskyřice. Zvětšené části modelu zahrnují Krista a byzantské ikony na zadní straně kříže. Model vytvořil jihočeský výtvarník Jaroslav Svoboda a je součástí prohlídkové trasy kláštera.